# Erythroplatys rugosus
Erythroplatys rugosus är en skalbaggsart som först beskrevs av Lucas 1859.  Erythroplatys rugosus ingår i släktet Erythroplatys och familjen långhorningar. Inga underarter finns listade i Catalogue of Life.